# Vuddžan Šaharkáníová
Vuddžan Šaharkáníová (* 1. srpna 1996 Mekka) je saúdskoarabská judistka, soutěžící v těžké váze. Judu se věnuje od čtrnácti let pod vedením svého otce. V roce 2012 získala modrý pás. Startovala na letních olympijských hrách, kam tato konzervativní absolutistická monarchie poprvé v historii vyslala na naléhání Mezinárodního olympijského výboru ženské reprezentantky. Mezinárodní judistická federace jí udělila výjimku z pravidel, díky níž mohla nastoupit k zápasu s hlavou krytou hidžábem. Šaharkáníová vypadla v prvním kole váhové kategorie přes 78 kg, kde ji porazila Melissa Mojicová z Portorika po 82 sekundách na ipon.